# Empidonax occidentalis
Empidonax occidentalis là một loài chim trong họ Tyrannidae.
Môi trường sinh sản ưa thích của loài chim đớp ruồi này là rừng thông sồi hoặc rừng lá kim, thường gần nước chảy. Chúng làm tổ to bằng cái cốc trên chạc cây, thường thấp trên cành ngang. Chim mái thường đẻ từ hai đến năm trứng.
Những con chim này di cư đến Mexico vào mùa đông, nơi quần thể ở nam trung bộ Mexico là loài thường trú. Quần thể không thường trú ở bờ biển phía tây từ Jalisco trở lên phía bắc, và sau đó đến các vùng nội địa, trong dải hành lang ở sườn phía tây của Sierra Madre Occidental.